# Nederlandsk-Dansk Forening
Nederlands-Deense Vereniging/Nederlandsk-Dansk Forening er en dansk forening i København af personer som opfatter sig som nederlændere eller har tilknytning til Nederlandene, foreningens formål er at skabe kontakt mellem nederlændere bosat i Danmark, at bevare traditioner og arrangere forskellige kulturelle tilbud til medlemmerne.